# Enriqueta Harris
Enriqueta Harris Frankfort (ur. 17 maja 1910 w Londynie, zm. 22 kwietnia 2006 w Madrycie) – angielska pisarka i historyczka sztuki, naturalizowana Hiszpanka. Zajmowała się m.in. twórczością malarzy El Greca, Velázqueza i Goi. 

## Życiorys
Ojciec Enriquety to Lionel Harris – brytyjski znawca i sprzedawca dzieł sztuki hiszpańskich malarzy. Harris dorastała w Hampstead. Ukończyła University College London na kierunku język francuski i włoski. Kontynuowała naukę na tym samym uniwersytecie, zdobywając w 1934 roku tytuł doktora historii sztuki. Promotorem jej pracy na temat malarstwa Goi był Tancred Borenius.
W latach 1947–1970 była kuratorem kolekcji fotografii w Instytucie Warburg. Od 1971 była członkinią Hispanic Society of America, a od 1990 Królewskiej Akademii Sztuk Pięknych św. Ferdynanda. W 1989 otrzymała złoty medal Zasługi dla Sztuk Piękych (Medalla de Oro al mérito en las Bellas Artes), a w 2002 Wielki Krzyż Orderu Izabeli Katolickiej.